# تل رياق
تل رياق هو موقع أثري من صنف التل، يقع تل رياق على بعد كيلومتر واحد شمال شرق رياق في محافظة البقاع. يعود تاريخه المتوقع على الأقل إلى العصر الحجري الحديث.

## الحفريات
باشر مجموعة من المتخصصين وعلماء الآثار أعمال الحفريات والتنقيب عن الآثار سنة 1963 وذلك من قبل أ.كوشكي، لورين كوبلاند ، بيتر ج. ويسكومب.